# Marcin Wydrzyński
Marcin Wydrzyński (ur. 1 stycznia 1992) – polski judoka.
W latach 2005–2014 zawodnik GKS Czarni Bytom. Wicemistrz Polski seniorów 2011 oraz brązowy medalista mistrzostw Polski seniorów 2009 w kategorii do 60 kg. Ponadto m.in. złoty medalista pucharu Europy juniorów (Cetniewo 2011) oraz młodzieżowy mistrz Polski 2014 i dwukrotny mistrz Polski juniorów (2009, 2010). Uczestnik mistrzostw Europy juniorów 2008 – 7 miejsce.